# Шпрай

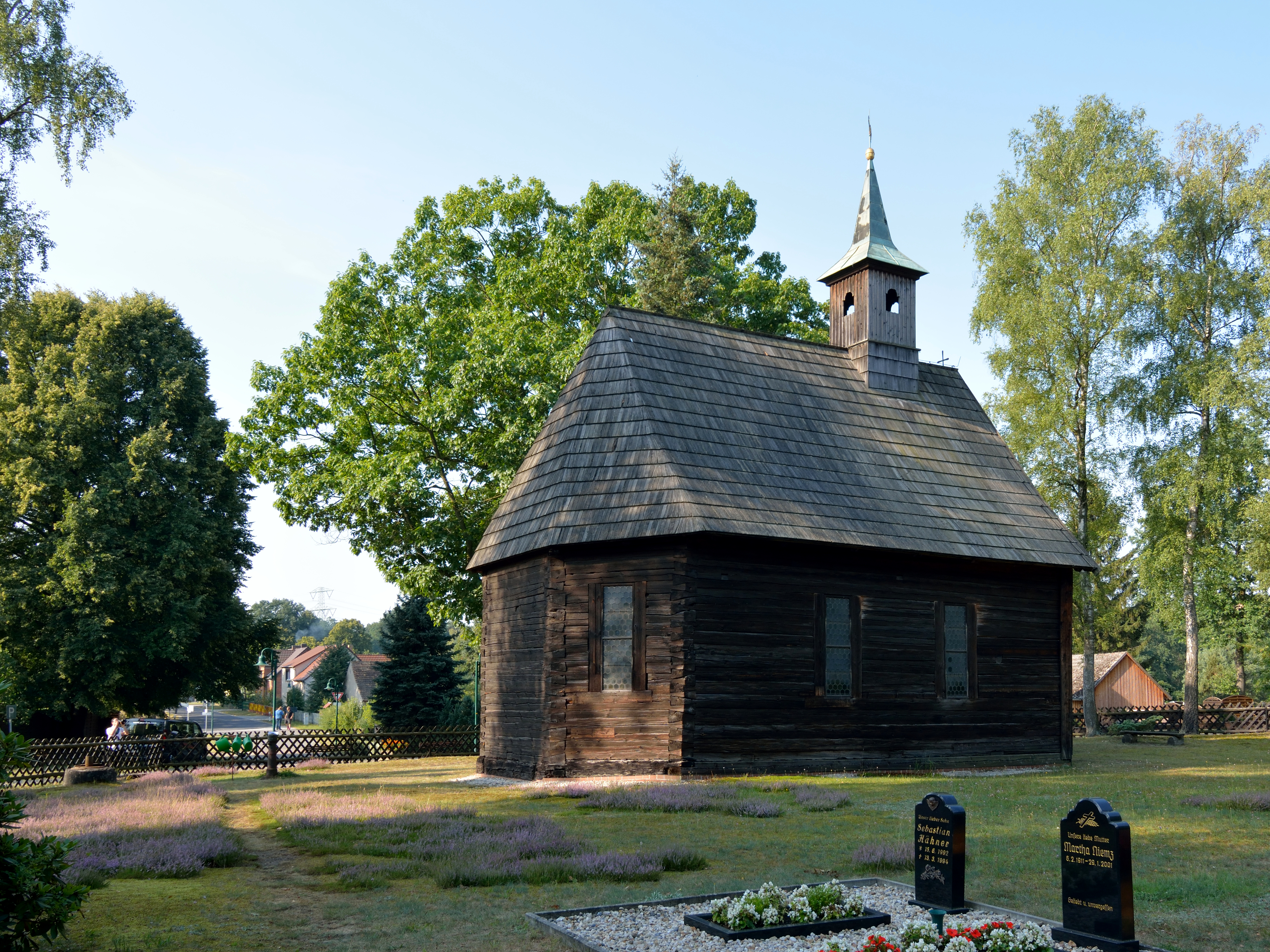

Шпрай или Спрёве  (нем. Sprey;  в.-луж. Sprjowje) — деревня в Верхней Лужице, Германия. Входит в состав коммуны Боксберг района Гёрлиц в земле Саксония. Подчиняется административному округу Дрезден.

## География
Находится в южной части района Лужицких озёр. На западе от деревни находится тепловая станция Боксберг и на северо-западе — западный отдел военного полигона бундесвера Верхняя Лужица. Через деревню проходит автомобильная дорога К 8481, которая связывает её с административным центром коммуны деревней Боксберг.
Соседний населённый пункт: на юго-западе — деревня Бервалд.

## История
Впервые упоминается в 1597 году под наименованием Sprey.
С 1974 года входит в состав современной коммуны Боксберг.
В настоящее время деревня входит в состав культурно-территориальной автономии «Лужицкая поселенческая область», на территории которой действуют законодательные акты земель Саксонии и Бранденбурга, содействующие сохранению лужицких языков и культуры лужичан.
Исторические немецкие наименования
- Sprey, 1597
- Spree, 1732
- Spreu, 1791
- Spree, Spreu, 1824
- Sprey, 1831

## Население
Официальным языком в населённом пункте, помимо немецкого, является также верхнелужицкий язык.
Согласно статистическому сочинению «Dodawki k statisticy a etnografiji łužickich Serbow» Арношта Муки в 1884 году в деревне проживало 128 человек (из них — 128 серболужичан (100 %)).
Лужицкий демограф Арношт Черник в своём сочинении «Die Entwicklung der sorbischen Bevölkerung» указывает, что в 1956 году при общей численности в 107 человек серболужицкое население деревни составляло 90,7 % (из них верхнелужицким языком владело 83 взрослых и 14 несовершеннолетних).
| 1825 | 1871 | 1885 | 1905 | 1925 | 1939 | 1946 | 1950 | 1964 |
| ---- | ---- | ---- | ---- | ---- | ---- | ---- | ---- | ---- |
| 119  | 147  | 127  | 121  | 110  | 115  | 113  | 102  | 97   |

## Достопримечательности
- Деревянная церковь, построенная в 1780 году. Образец силезской деревянной архитектуры. Памятник культуры и истории земли Саксония.